# Schlütergut
Das Schlütergut ist ein ehemaliger Gutshof südlich von Freising. Heute befindet sich dort die Molkerei Weihenstephan.
Anton Schlüter, Gründer des Traktorenherstellers Anton Schlüter München, erwarb 1911 die Freisinger Maschinenfabrik Otto Schülein und baute sie in der Folge zur Gießerei um. Nur ein Jahr später erwarb er die Schmidtbauernmühle südlich von Freising und errichtete dort einen Gutshof. Dieser wurde für die Entwicklung und die Erprobung der Traktoren genutzt und war auch der Wohnsitz der Familie Schlüter. Wenige hundert Meter nördlich entstand das dritte Werk der Firma Schlüter.
Mit den Veränderungen in der Landwirtschaft kam Schlüter immer mehr in finanzielle Probleme. Daher wurden das Gut und 80 ha Land 1987 an den Freistaat Bayern verkauft. Weitere 50 ha erwarb die Saaten-Union. Allerdings konnten auch diese Verkäufe Schlüter nicht retten und das Jahresende 1993 brachte das Ende der Firma.
Auf dem Gelände des Gutes entstand der neue Sitz der damals staatlichen Molkerei Weihenstephan, die inzwischen zur Unternehmensgruppe Theo Müller gehört. Dabei blieben große Teile der Bebauung erhalten. Darunter befinden sich das dreiflügelige Gutshaus mit Turm und Erkern ⊙, ein weiterer heute in die Werkshallen integrierter Turm ⊙, sowie ein Taubenschlag ⊙ und das Bienenhaus ⊙, die alle unter Denkmalschutz stehen. Auch der in den 1960er Jahren angelegte Park wurde wiederhergestellt.

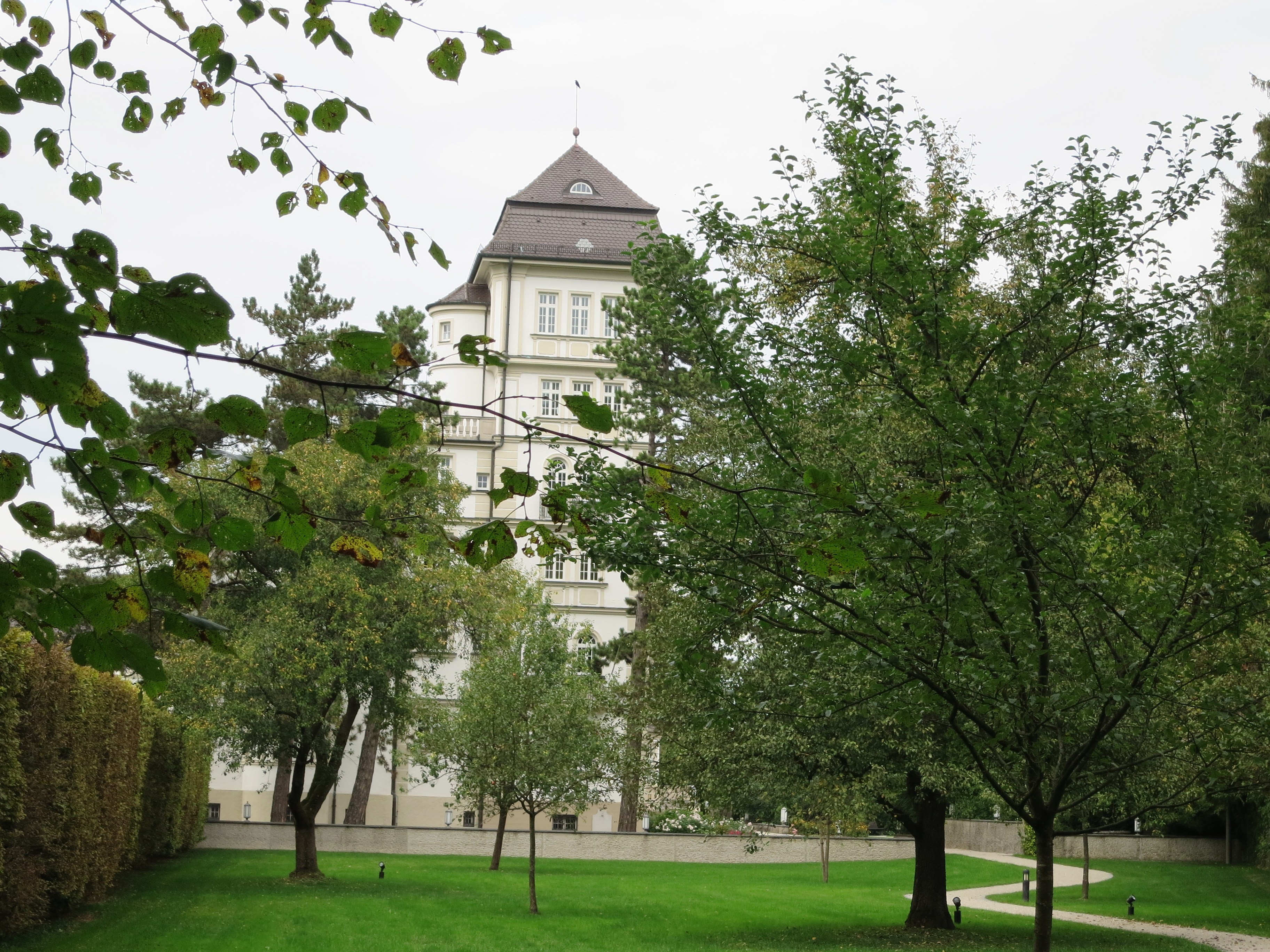
Ehemaliges Schlütergut
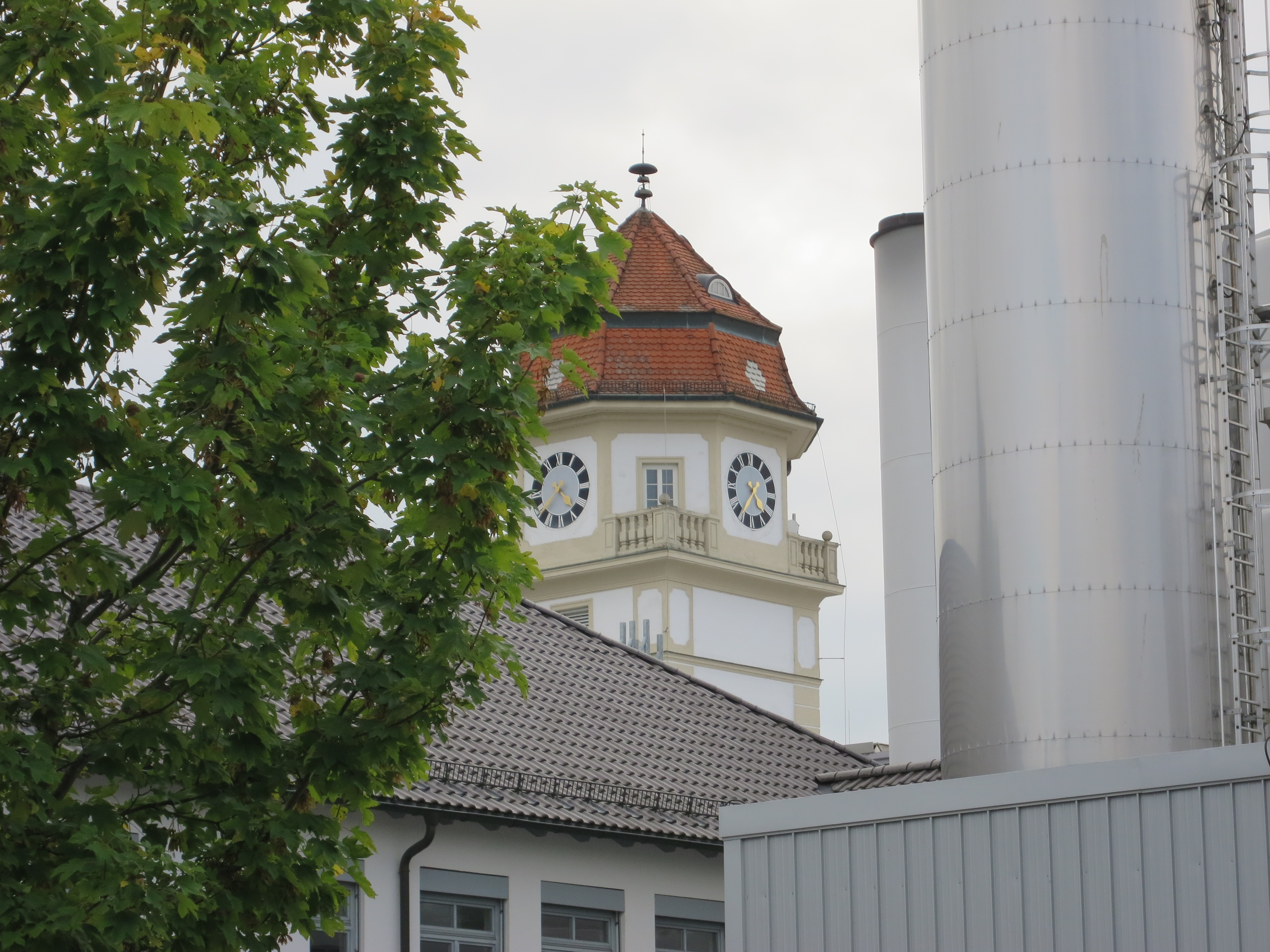
Turm des Gutes
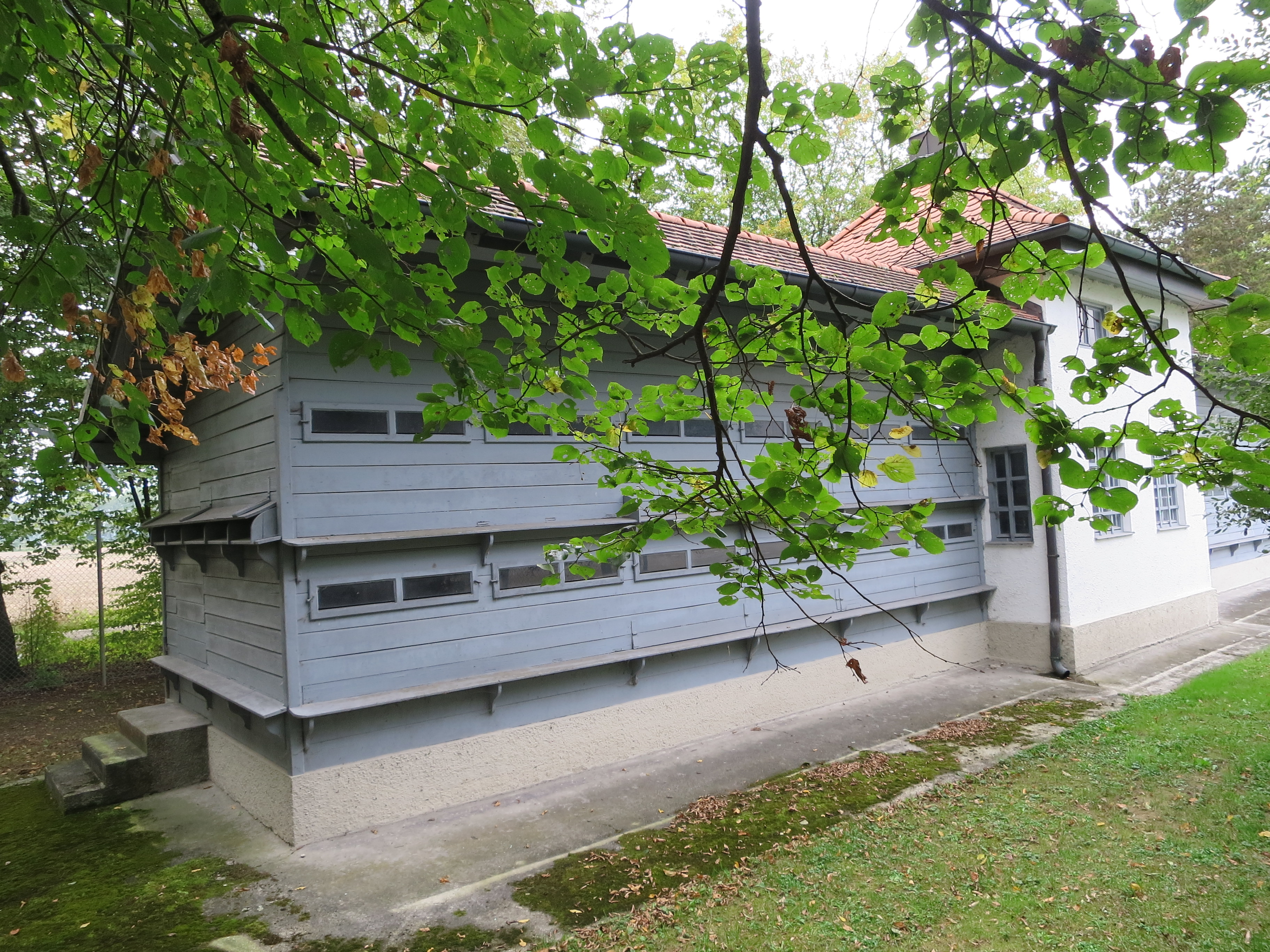
Ehemaliges Bienenhaus